# Saussens
Saussens é uma comuna francesa na região administrativa de Occitânia, no departamento de Alta Garona. Estende-se por uma área de 3,02 km². Em 2010 a comuna tinha 208 habitantes (densidade: 68,9 hab./km²).